# Ultrafiltració
La ultrafiltració és un procés de separació física que s'utilitza per a la purificació i concentració de solucions. Aquest procés es basa en l'ús de membranes semipermeables que permeten el pas de soluts de baix pes molecular, com ara aigua, ions, i petites molècules, mentre retenen molècules més grans com proteïnes, microorganismes i partícules col·loidals.

## Principi de funcionament
La ultrafiltració és un procés de separació basat en l'ús de membranes semipermeables. Aquestes membranes permeten el pas de molècules petites, com aigua i ions, mentre retenen les molècules més grans, com proteïnes, microorganismes i partícules col·loidals.
El funcionament de la ultrafiltració es basa en l'aplicació d'una pressió hidràulica sobre la solució que es vol tractar. Aquesta pressió, que sol ser d'entre 1 i 10 bars, obliga la solució a fluir a través de la membrana d'ultrafiltració. Les membranes d'ultrafiltració tenen porus amb un diàmetre d'entre 1 i 100 nanòmetres, el que permet separar les substàncies segons la seva mida molecular .
Quan la solució passa per la membrana, es formen dos corrents:
- Permeat: l'aigua i les molècules de baix pes molecular travessen els porus de la membrana i són recollides com a permeat (la part filtrada de la solució).
- Concentrat: les molècules més grans, com proteïnes, virus i partícules col·loidals, són retingudes per la membrana i s'acumulen en el costat d'alta pressió com a concentrat.

## Tipus de membranes
Les membranes d'ultrafiltració poden ser de diversos materials, incloent polímers sintètics com el polisulfona, poliamida, i polipropilè, així com materials ceràmics. La selecció del material de la membrana depèn de l'aplicació específica, ja que cada tipus té propietats diferents pel que fa a resistència química, estabilitat tèrmica i capacitat de separació.

## Aplicacions
Les aplicacions de la ultrafiltració són molt diverses i inclouen:
1. Tractament d'aigua i aigües residuals: s'utilitza per a l'eliminació de contaminants com bacteris, virus, i altres materials en suspensió.
2. Indústria alimentària i de begudes: en la producció de lactis, sucs de fruita, i altres productes alimentaris per a la concentració i purificació de components.
3. Biotecnologia i farmacèutica: per a la separació i purificació de proteïnes, enzims i altres biomolècules.
4. Indústria química: en la concentració de solucions i la recuperació de productes valuosos de corrents de residus.